# Saison 4 de La Guerre des trônes : La Véritable Histoire de l'Europe
La quatrième saison de La Guerre des trônes : La Véritable Histoire de l'Europe est une émission de télévision historique qui raconte le règne de Louis XIV de 1643 à 1701.
Elle est réalisée par Vanessa Pontet et présentée par Bruno Solo.
Elle est diffusée sur France 5 du 18 décembre 2020 au 1er janvier 2021. Elle est également rediffusée sur France 4 les 10 et 17 janvier 2021.

## Principe de l'émission
Chaque numéro retrace l’épopée des dynasties rivales ainsi que les jeux de pouvoir qui ont écrit l’histoire de l’Europe au  XVIIe siècle, au travers de reconstitutions historiques et de la visite de différents lieux en rapport avec le sujet traité.
En parallèle, Bruno Solo explique les enjeux géopolitiques des différentes guerres ainsi que les interactions entre les souverains impliqués en déplaçant des pions sur une grande carte de l'Europe.

## Présentation et réalisation
Chaque numéro est présenté par le comédien Bruno Solo.
La réalisation des émissions est dirigée par Vanessa Pontet et Alain Brunard.

## Période historique

Le roi de France Louis XIV est le personnage principal de la quatrième saison.

La quatrième saison est centrée sur le règne de Louis XIV de 1643 à 1701.
La série retrace son enfance, l’influence de Mazarin et de sa mère durant ses premières années ainsi que les différentes guerres que le roi mène contre les autres puissances européennes tout en visitant différents lieux emblématiques de son règne.
La série met également en lumière le poids des amours du Roi-Soleil sur certaines de ses décisions politiques, en particulier l’influence de Madame de Maintenon sur la révocation de l'édit de Nantes en 1685.

Néanmoins, la série ne se focalise pas uniquement sur l’Histoire de France, comme l’explique Bruno Solo : 

« Louis XIV est au cœur de notre dispositif mais l’idée n’est pas de parler que de Louis XIV. On parle tout autant de Guillaume III d’Orange, le grand ennemi de Louis XIV, de Charles Ier et Charles II d’Angleterre et de Philippe IV d’Espagne. On essaye d’irradier sur toute l’Europe. »

## Liste des épisodes

### Louis XIV, l'enfance d'un roi (1643-1654)
Première diffusion
- France : 18 décembre 2020 (France 5)

Résumé
Le roi Louis XIV étant trop jeune pour régner, la régence est confiée à Anne d'Autriche mais le peuple souffre et se révolte pendant la journée des barricades. La France connaît alors une période de troubles, appelée La Fronde,.
Pendant ce temps, une révolution éclate en Angleterre à la suite de conflits entre le roi Charles Ier et le Parlement anglais. Accusé de haute trahison, le roi est exécuté.

### Mazarin, le maître du jeu (1654-1661)
Première diffusion
- France : 18 décembre 2020 (France 5)

Résumé

À 15 ans, Louis XIV règne officiellement sur la France mais il ne gouverne pas encore. Les décisions sont prises par le cardinal Mazarin.
Au cours d'une campagne militaire contre les armées espagnoles, le jeune roi tombe gravement malade mais se rétablit peu à peu. Pour faire cesser la guerre contre l'Espagne, sa mère décide de le marier avec l'infante d'Espagne, Marie-Thérèse d'Autriche. D’abord réticent, Louis XIV accepte finalement ce mariage. En 1659, la Paix des Pyrénées entre la France et l'Espagne est signée.

### Louis XIV, monarque absolu (1661-1669)
Première diffusion
- France : 25 décembre 2020 (France 5)

Résumé
Alors qu’il visite le château de Vaux-le-Vicomte et ses somptueux jardins, qui appartiennent au surintendant des finances Nicolas Fouquet, Louis XIV en conçoit une profonde jalousie. Il est persuadé que Fouquet s’est enrichi en puisant dans le trésor royal.
Le 5 septembre 1661, le roi ordonne à D'Artagnan, le capitaine des Mousquetaires, d’arrêter Nicolas Fouquet. Ce dernier est envoyé en prison dans une forteresse des Alpes. Par la même occasion, Louis XIV supprime le poste de surintendant des finances,.
Sur le plan international, Louis XIV déclenche la guerre de Dévolution contre l’Espagne, au motif que celle-ci n’a pas payé les sommes dues après son mariage avec Marie-Thérèse. Après plusieurs victoires françaises, une alliance contre la France se noue entre l’Angleterre, la Hollande et la Suède. Louis XIV est alors obligé de déclarer un cessez-le-feu.
La guerre se conclut par le Traité d'Aix-la-Chapelle. La France conserve plusieurs places-fortes conquises pendant la campagne militaire, mais doit rendre la Franche-Comté à l’Espagne.
Pendant ce temps, le roi fait embellir le château de Versailles et s’entiche d’une nouvelle maîtresse, Madame de Montespan.

### Philippe d'Orléans, amours et intrigues (1669-1679)
Première diffusion
- France : 25 décembre 2020 (France 5)

Résumé
Afin de briser l’alliance entre le Royaume d'Angleterre et les Pays-Bas, Louis XIV envoie en mission diplomatique à Londres Henriette, la femme de son frère Philippe d’Orléans et sœur du roi d’Angleterre Charles II afin de convaincre ce dernier de soutenir la France,. En 1670, dans le plus grand secret, le Traité de Douvres est signé entre le France et l’Angleterre.
Fort de ce succès diplomatique, Louis XIV déclare la guerre aux Pays-Bas. Le roi va alors devoir affronter son plus farouche ennemi, Guillaume III d’Orange, déterminé à chasser les Français de Hollande.
Malgré la victoire de Philippe d’Orléans à la Bataille de la Peene, la guerre de Hollande s’enlise. Louis XIV accepte finalement de négocier la paix. Par les Traités de Nimègue, la France acquiert la Franche-Comté et plusieurs places-fortes flamandes.

### Louis XIV, le temps des épreuves (1680-1689)
Première diffusion
- France : 1er janvier 2021 (France 5)

Résumé
Les années 1680 constituent l’apogée de la puissance française mais aussi les prémices de son déclin.
Alors que le roi installe la cour à Versailles, la favorite et maitresse du roi, Madame de Montespan, tombe en disgrâce à la suite de l'affaire des poisons. Après avoir eu une relation avec elle pendant 13 ans, Louis XIV la délaisse en effet pour une autre femme, Madame de Maintenon. Celle-ci conseille au roi de se rapprocher de la reine Marie-Thérèse, mais celle-ci meurt peu après le 30 juillet 1683. Le roi doit alors trouver une nouvelle épouse. Selon certaines sources, Louis XIV aurait alors épousé en secret Madame de Maintenon dans la nuit du 9 au 10 octobre 1683, mais des doutes subsistent encore sur ce mariage.
Dans le même temps, le « Roi-Soleil » amorce un virage majeur dans la politique religieuse du royaume, qu’il veut désormais placer sous l’égide de la foi catholique. Le 18 octobre 1685 à Fontainebleu, il signe l’Édit de Fontainebleau, plus connu sous le nom de « révocation de l'édit de Nantes », qui interdit le culte protestant en France. De nombreux protestants doivent alors quitter le pays.
En Angleterre, la situation politique évolue également. En 1688, le roi Jacques II d’Angleterre, allié de Louis XIV, est en effet renversé par Guillaume III d'Orange-Nassau lors de la Glorieuse Révolution. Le plus farouche ennemi du roi de France règne désormais à la fois sur la Hollande et l’Angleterre.

### Louis XIV, échec au roi? (1689-1701)
Première diffusion
- France : 1er janvier 2021 (France 5)

Résumé
En 1689, Louis XIV met tout en œuvre pour essayer de remettre son allié, Jacques II, sur le trône d’Angleterre, mais dans le même temps son ennemi, Guillaume III d’Orange, a formé la Ligue d'Augsbourg, une alliance contre la France, composée de l’Angleterre, des Provinces Unies, du Saint Empire romain germanique, du royaume de Suède, du Danemark, de l’Espagne et du duché de Savoie. C’est le début de la Guerre de la Ligue d'Augsbourg,.
Au début du conflit, l’armée française remporte plusieurs victoires et conquiert plusieurs villes dont Mons et Charleroi, mais lors de la Bataille de la Hougue, la flotte française est défaite par la flotte anglo-hollandaise, rendant impossible toute invasion de l’Angleterre. La guerre s’étend alors sur mer où des pêcheurs français sont recrutés comme corsaires pour attaquer les navires marchands des coalisés. Elle s’étend également au Canada, où colons anglais et français s’affrontent. Durant l’hiver 1693, une famille meurtrière décime l'Europe et le conflit s'enlise. Après 9 ans de conflit, un traité de paix est finalement signé à Ryswick en Hollande en 1697. La France doit rendre les principales régions qu’elle avait conquises mais conserve l’Alsace.
Dans le même temps, la question de la succession au trône d’Espagne agite l’Europe. En effet, le roi Charles II de Habsbourg, qui n’a pas d’héritier, est gravement malade. Plusieurs pays dont la France et l'Autriche commencent alors des manœuvres diplomatiques pour placer un prince de leur lignée sur le trône. Habile politicien, Louis XIV envoie également une missive au pape, afin que celui-ci persuade le roi d’Espagne de choisir un prince français. La manœuvre politique réussit. Sur les conseils du pape, Charles II désigne finalement Philippe d’Anjou, petit-fils de Louis XIV, comme son successeur, mais plusieurs cours européennes désapprouvent ce choix.

## Distribution
Sauf indication contraire, les informations mentionnées dans cette section peuvent être confirmées par la base de données cinématographiques IMDb,  présente dans la section « Liens externes ».
- Delphine Braillon : Anne d'Autriche
- Charles Durot : Charles Ier
- Franck Borde : Charles II
- Donat Guibert : Nicolas Fouquet
- Xavier Clion : Guillaume III d'Orange
- Laure Millet : Henriette d'Angleterre
- Philippe Cariou : Jacques II d'Angleterre
- Anthony Perroy et Alfred Perrin : André Le Nôtre
- Grégoire Baujat : Louis II de Bourbon-Condé
- Andréa Nicolas : Louis XIV (5 à 10 ans)
- Jules Plé : Louis XIV (13 à 15 ans)
- Tristan Robin : Louis XIV (20 à 50 ans)
- Boris Terral : Louis XIV (52 à 63 ans)
- Juliette Aver : Louise de La Vallière
- Clara Huet : Madame de Montespan
- Aleksandra Yermak : Madame de Maintenon
- Marie-Stéphane Cattaneo : Marie Anne d'Autriche
- Capucine Bronkhorst : Marie Stuart II
- Amel Charif : Marie de Modène
- Violette Barratier : Marie-Thérèse d'Autriche
- Yvon Martin : Mazarin
- Benjamin Gomez : Molière
- Arnaud Prechac : Philippe d'Orléans[21]

## Tournage

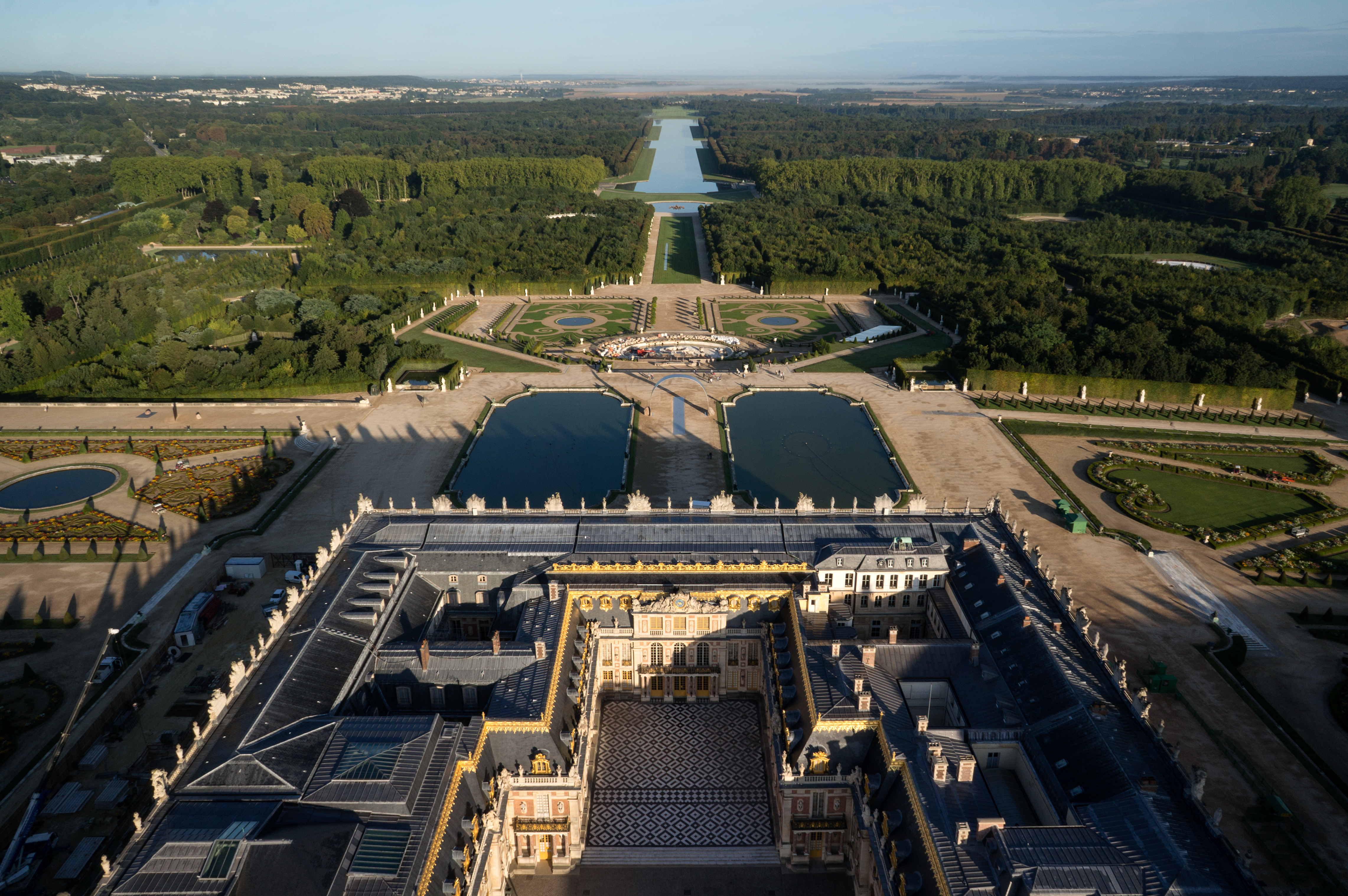
Parmi les lieux visités, on retrouve les jardins du château de Versailles.

Outre les reconstitutions historiques, différentes séquences ont été tournées dans les lieux en lien avec le règne du « Roi-Soleil » : 
- Le château de Versailles
- Le musée du Louvre
- La cathédrale de Reims
- L’hôtel des Invalides, où sont rapatriés les blessés de la guerre de Hollande
- Les côtes de Saint-Vaast-la-Hougue et de l'île Tatihou dans le Cotentin[22]
- Le château de Brissac, près d'Angers[23]
- Le château de Vaux-le-Vicomte et ses jardins, propriété de Nicolas Fouquet
- Le domaine de Saint-Cloud, où a vécu le frère du roi, Philippe d'Orléans
- Le château de Saint-Germain-en-Laye où Louis XIV a passé son enfance[3],[5]

## Diffusion
La quatrième saison est diffusée en prime-time sur France 5 les vendredis 18 décembre 2020 (épisode 1 et 2), 25 décembre 2020 (épisodes 3 et 4) et 1er janvier 2021 (épisodes 5 et 6).
Elle est également rediffusée sur France 4 les dimanches 10 janvier (épisodes 1 à 4) et 17 janvier 2021 (épisodes 5 et 6).

## Audiences
| Rang | Première diffusion | Titre                                   | Période   | Nombre de téléspectateurs | Part d'audience |
| ---- | ------------------ | --------------------------------------- | --------- | ------------------------- | --------------- |
| 17   | 18 décembre 2020   | Louis XIV, l'enfance d'un roi           | 1643-1654 | 1 040 000                 | 4,2 %           |
| 18   | 18 décembre 2020   | Mazarin, le maître du jeu               | 1654-1661 | 1 040 000                 | 4,2 %           |
| 19   | 25 décembre 2020   | Louis XIV, monarque absolu              | 1661-1669 | 945 000                   | 4,4 %           |
| 20   | 25 décembre 2020   | Philippe d'Orléans, amours et intrigues | 1669-1679 | 945 000                   | 4,4 %           |
| 21   | 1er janvier 2021   | Louis XIV, le temps des épreuves        | 1680-1689 | 1 055 000                 | 4,3 %           |
| 22   | 1er janvier 2021   | Louis XIV, échec au roi ?               | 1689-1701 | 1 166 000                 | 5,2 %           |